# ثعلبیان

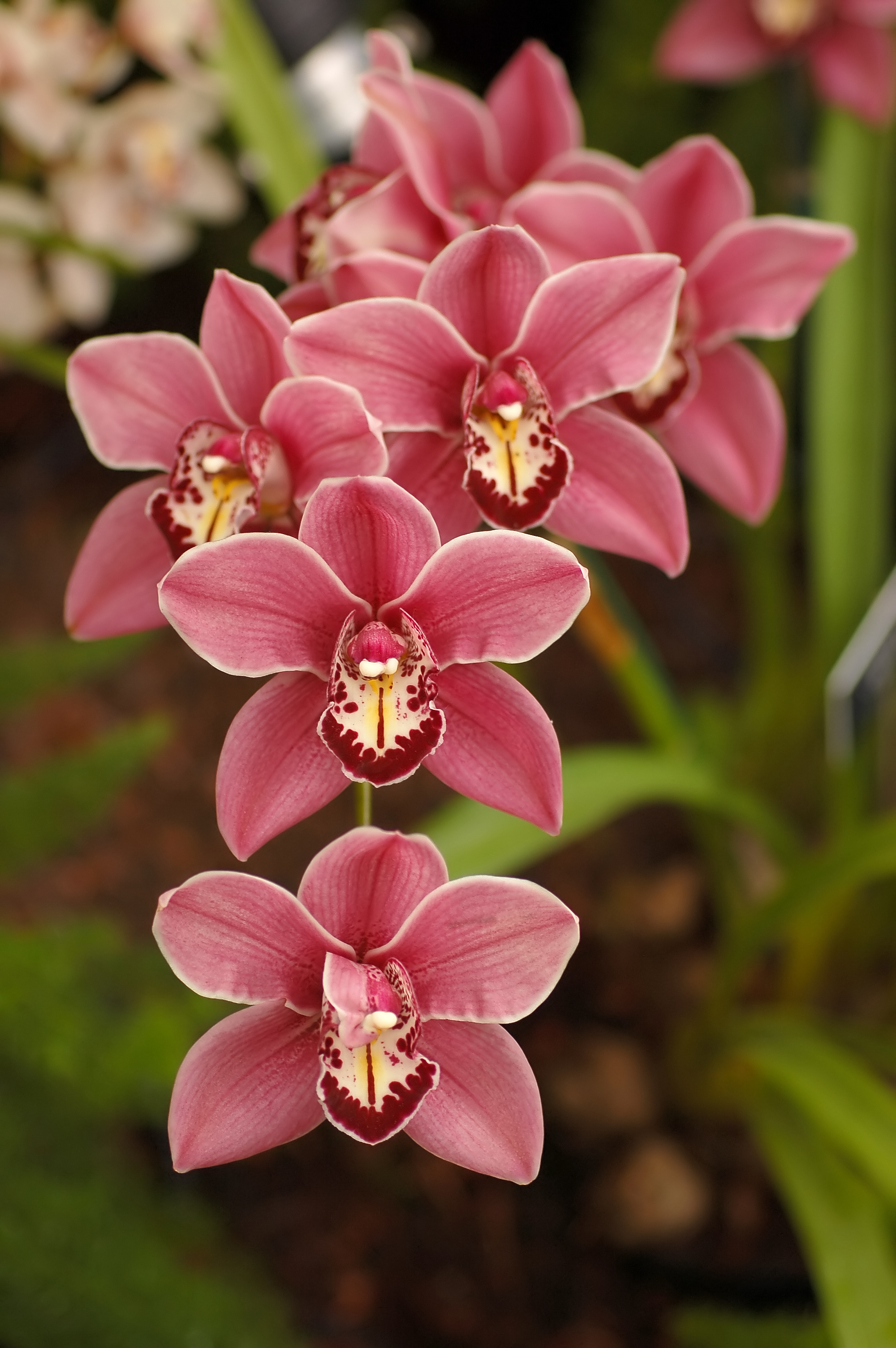
نوعی ارکیده

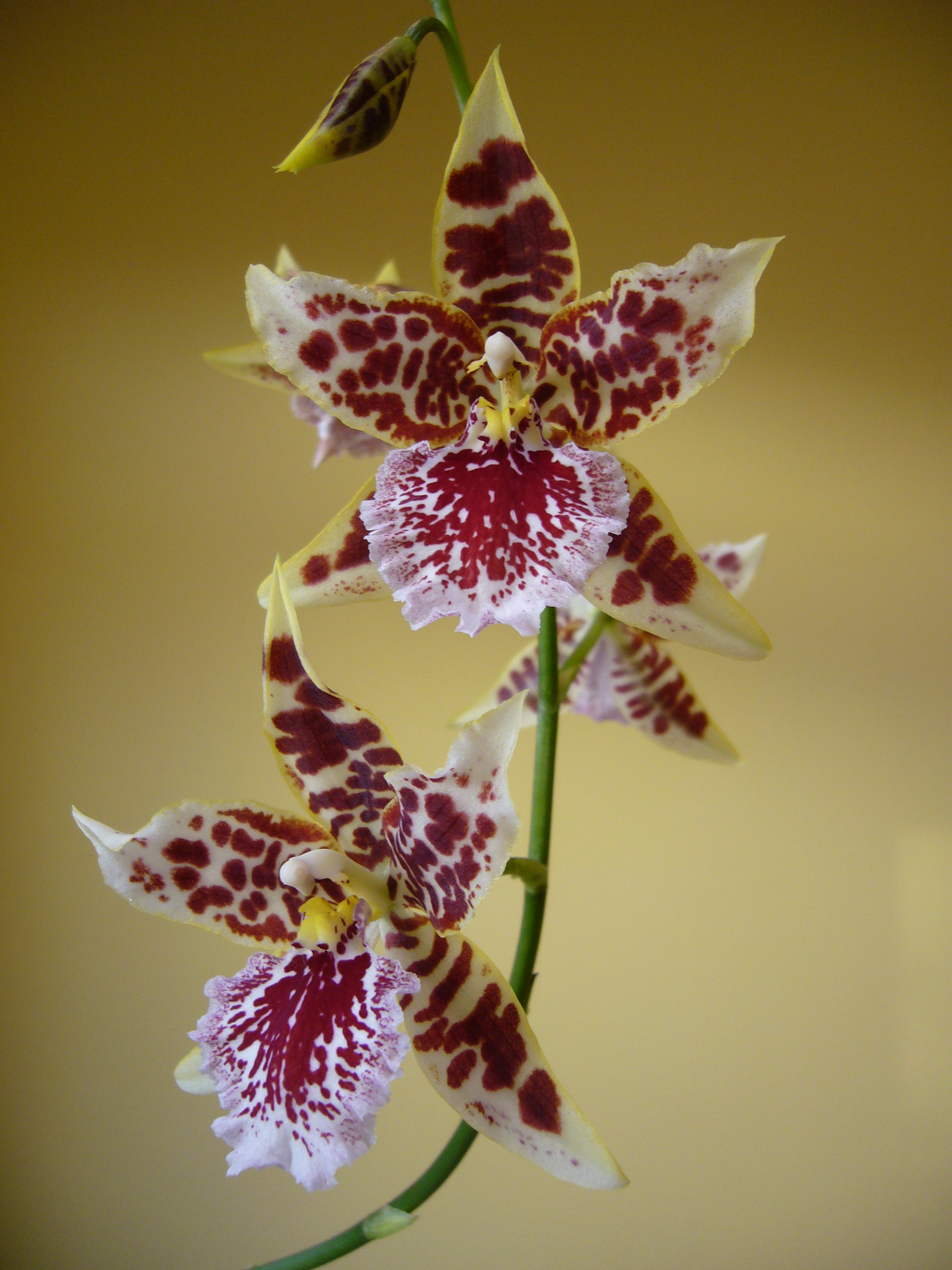
ارکیده کامبریا

ثعلبیان (نام علمی: Orchidaceae)، تیره‌ای بزرگ و جهانی از مارچوبه‌سانان از گیاهان گلدار تک‌لپه‌ای است. ثعلبیان گاه تیره ارکیده (در یونانی کهن: ὄρχις، orchis، به معنای بیضه؛ به خاطر شکل بخش میانی و آویزان گل) نامیده می‌شود. نام‌های دیگر آن در فارسی تیره ثعلب، تیره صعلب، خُصَی‌الثعلب (بیضه روباه)، ثعلبی، شاطریون، و سعلب است.
به نظر می‌رسد ثعلبیان دومین تیره بزرگ گیاهان گلدار باشد (فقط گل‌ستاره‌ای بزرگ‌تر است)، که فقط بین ۲۱٬۹۵۰ و ۲۶٬۰۴۹ گونه قبول شده در خود دارد. تعداد گونه‌های زیررده ارکیده دوبرابر تعداد گونه‌های پرندگان و چهار برابر تعداد گونه‌های پستانداران است؛ که حول و حوش ۶–۱۱٪ تمام گیاهان دانه‌دار را شامل می‌شود.
ثعلبیان با حدود ۸۵۰ سرده و ۱۷۰۰۰ گونه که بزرگترین تیره گیاهان گل‌دار به‌شمار می‌آید و شامل گونه‌های چندساله زمینی و رورست یا بالارونده است که دارای غده‌های گوشتی یا پایه با گل‌های نامنظم و ساختار خاص و دانه‌های ریز هستند.

## گونه‌ها
- هرمی
- زبان‌دراز (سرده)
- تهی‌کلاله
- کیپریپدیوم
- غده انگشتی (سرده)
- خربقی (سرده)
- سفیدبرفی (سرده)
- ثعلب پروانه‌ای (سرده)
- ابرویی (سرده)
- ارکیده (سرده)
- ارکیده شاپرکی
- سنبل جنگلی (سرده)
- چنبره‌ای (سرده)
- وانیل

## محل پیدایش ارکیده‌ها
به‌طور طبیعی بسیاری از ارکیده‌ها در مناطق گرمسیری و جنگل‌های مرطوب می‌رویند به ندرت ارکیده‌ها در کوه‌های یخبندان، بیابان‌ها یا نهرها آبگیرها دیده می‌شوند برای مثال گل‌های گونه pleione سر از زیر برف‌ها درمی‌آورند می‌رویند. درایران گونه‌های وحشی ارکیده یافت می‌شوند لیکن گونه‌های قابل کشت جهت گل‌های بریده، بومی مناطق گرمسیری اند و باید در گلخانه‌ها پرورش یابند. گونه‌های وحشی در شمال ایران رشد می‌کنند؛ نوعی گونه‌ای ثعلب در کوه‌های باغرو (ادامه سلسله کوه‌های البرز به سمت آستارا و اردبیل) وجود دارد که دارای نوعی اسانس برای تهیه بستنی است از آن استخراج می‌شود و همچنین برخی گونه‌ها نیز مصارف دارویی دارند.

## پروش گل ارکیده
بعضی از گونه‌های ارکیده مناسب برای داخل خانه می‌باشند.
به‌طور کلی اُرکیده هائی که دارای برگ‌های کاملاً سبز هستند کمتر در برابر شرایط نامساعد حساسیت نشان می‌دهند.
برای پروش ارکیده باید نکات زیر را رعایت کرد:
گیاه را در اسفندماه به گلدانی حاوی مخلوطی از خاک برگ، پیت و خاک معمولی منتقل نموده در ابتدا به میزان کم‌آب بدهند.
در همان حال به دفعات زیاد با آب فاقد مواد قلیایی بر روی برگ‌ها آب پاشیده یا گلدان را در محل مرطوبی برابر نور و بدور از تابش مستقیم آفتاب قرار دهند.
در نیمه دوم فروردین ماه هنگامی که ریشه‌ها به اندازه کافی رشد کردند، آب فراوان به آنها داده شود. در این هنگام چنانچه بخواهند بر روی گیاه آب بپاشند بایستی دقت نمایند تا فقط برگ‌ها خیس شوند.
حرارت مناسب برای اُرکیده ۱۵ درجه سانتیگراد است.
زمستانها گلدان را در مکان سردی تحت ۸ درجه سانتیگراد حرارت قرار داده و از میزان آب بکاهند.
تکثیر اُرکیده به روش تقسیم در بهار امکان‌پذیر است.
ازدیاد ارکیده
ارکیده‌ها به دو روش جنسی و غیر جنسی تکثیر می‌شوند:
۱-ازدیاد جنسی
تکثیر جنسی گیاهان شامل ترکیب یاخته‌های جنسی نر و ماده و تشکیل بذر می‌باشد.
۲-ازدیاد غیر جنسی
قلمه
قلمه اکثر ارکیده‌های منو پودیال یا تک پایه مانند Vanda و Arachnis را می‌توان با قلمه انتهایی تکثیر نمود. معمولاً قلمه‌های ارکیده بزرگتر از ۵/۷ الی ۱۰ سانتی‌متر در نظر گرفته می‌شوند. قلمه انتهای vanda معمولاً به طول ۳۰ تا ۳۷ سانتی‌متر بوده و باید دارای ۱۲ برگ و چند ریشه هوایی باشد. قلمه‌های Arachnis به طول ۴۵ تا ۶۰ سانتی‌متر در نظر گرفته می‌شوند که باید ریشه هوایی نیز داشته باشند. دو جنس phalaenopsis و phaius را می‌توان با قلمه‌های گلدار ازدیاد کرد. درجنس phalaenopsis گره زیر اولین گل، دارای یک جوانه گل است و گره پایین دوام چندانی ندارد.
پاجوش
برخی گونه‌های ارکیده پاجوش تولید می‌کنند. جنس‌هایی مانند Dendrobium و Epidendrum پاجوش‌هایی دارند که دارای ریشه هوایی نیز هست و از آن‌ها برای تکثیر ارکیده استفاده می‌شود.
تقسیم بوته
این روش ازدیاد برای گیاهانی انجام می‌گیرد که ۶ پیاز کاذب یا بیشتر داشته باشند. محل برش ریزوم از بین سومین و چهارمین پیاز کاذب بوده و هر دو قسمت را به صورت گیاهانی مجزا در گلدان می‌کارند .Paphiopedilum و cymbidium نیز بدین صورت تکثیر می‌شوند.

## کاربرد
از ثعلب در تولید بستنی سنتی ایرانی استفاده می‌شود.
همچنین با آرد ثعلب در ترکیه نوشابه ثعلب درست می‌شود.
گونه‌هایی از ثعلب مانند Orchis morio L. کاربرد دارویی داشت که امروزه سعی می‌کنند مواد دیگری را جایگزین آن کنند. غده‌های ریشه آن را جمع‌آوری کرده و خشک می‌کردند و بعداً از آن لعاب ثعلب درست می‌کردند. این لعاب (لیزاب) هیدرولیز شده و به مانوز و گلوکوز تبدیل می‌شود و دارای ۳۰٪ نشاسته، آلبومین و قند است. در گذشته در پزشکی سنتی از لعاب رقیق ثعلب برای ناراحتی‌های روده و معده، تقویت قدرت جنسی استفاده می‌کردند ولی امروزه مواد دیگری را جایگزین ثعلب می‌کنند. به دلیل جمع‌آوری بیش از اندازه این گیاه در معرض خطر نابودی قرار گرفت. گونهٔ Orchis Maculata L. نیز نوشته شده‌است.

## نگهداری گل ارکیده در منزل
جهت نگهداری گلدان ارکیده در منزل و افزایش عمر این گل بهتر است چند قالب یخ بر روی خاک آن قرار دهید و در معرض تابش غیر مستقیم نور خورشید قرار دهید. کلا هوای خنک باعث افزایش طول عمر گیاه می شود.

## نگارخانه

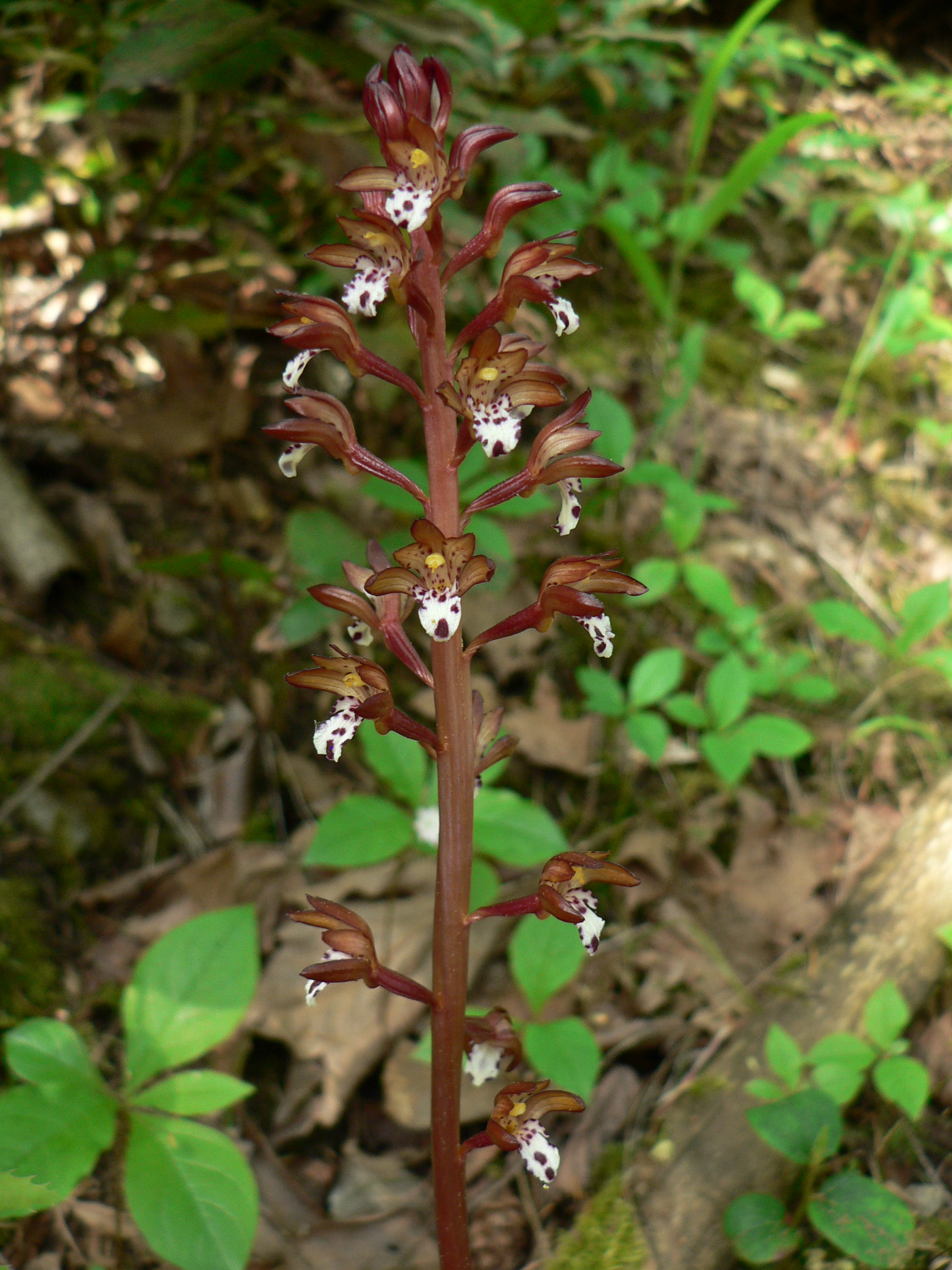
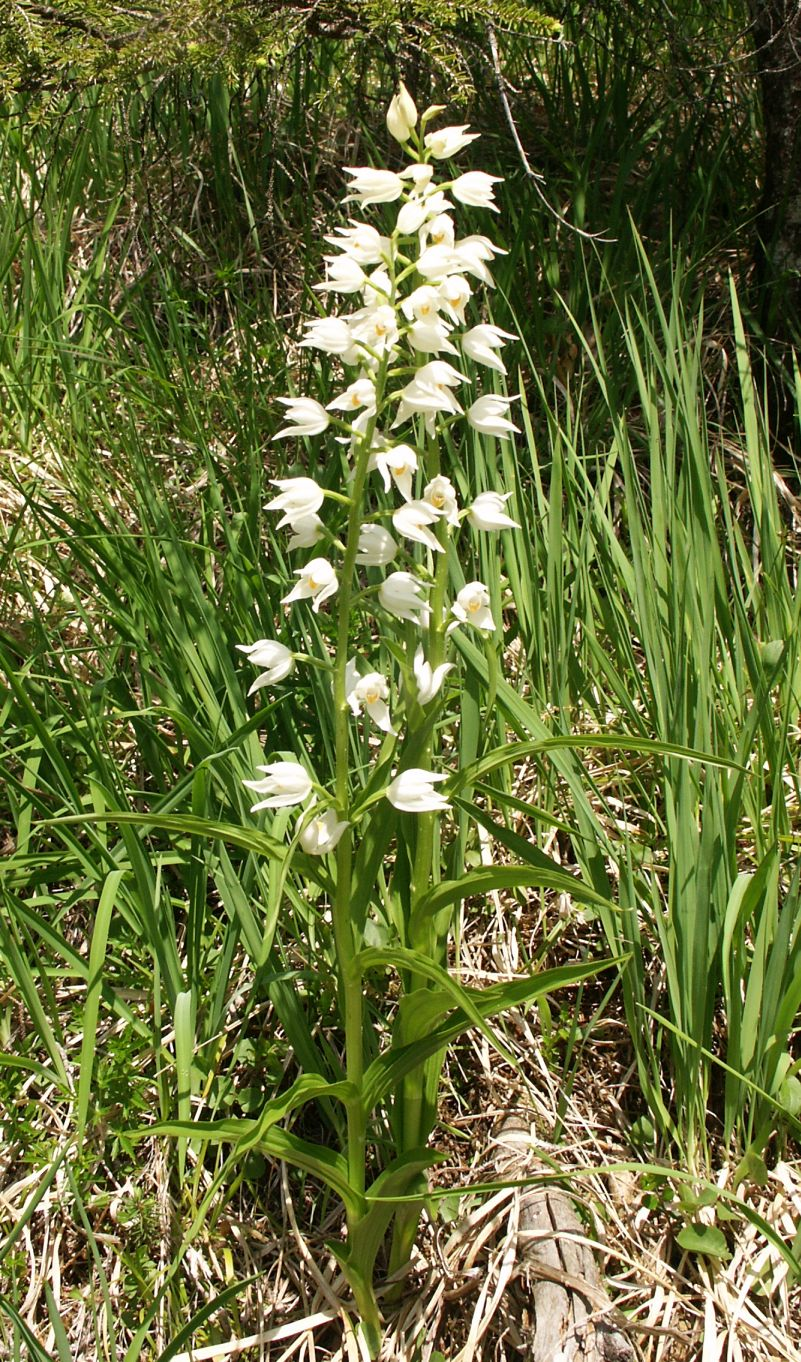
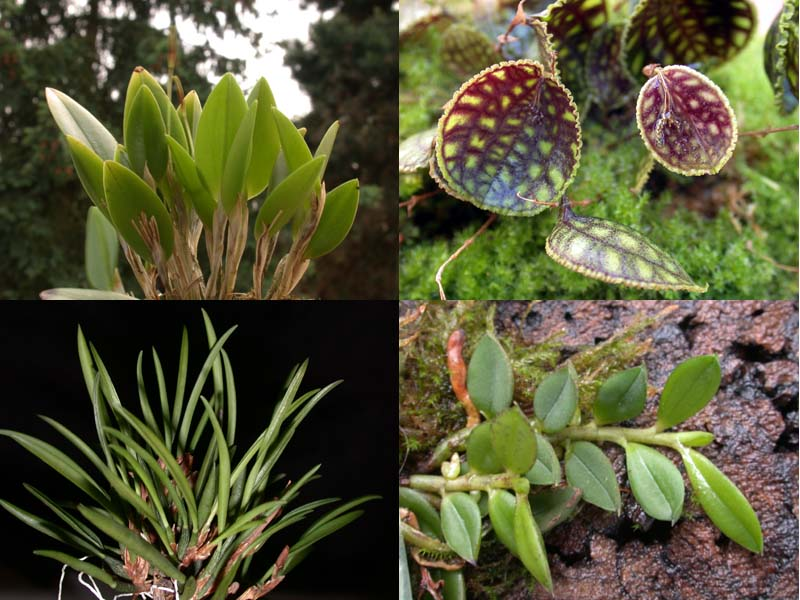
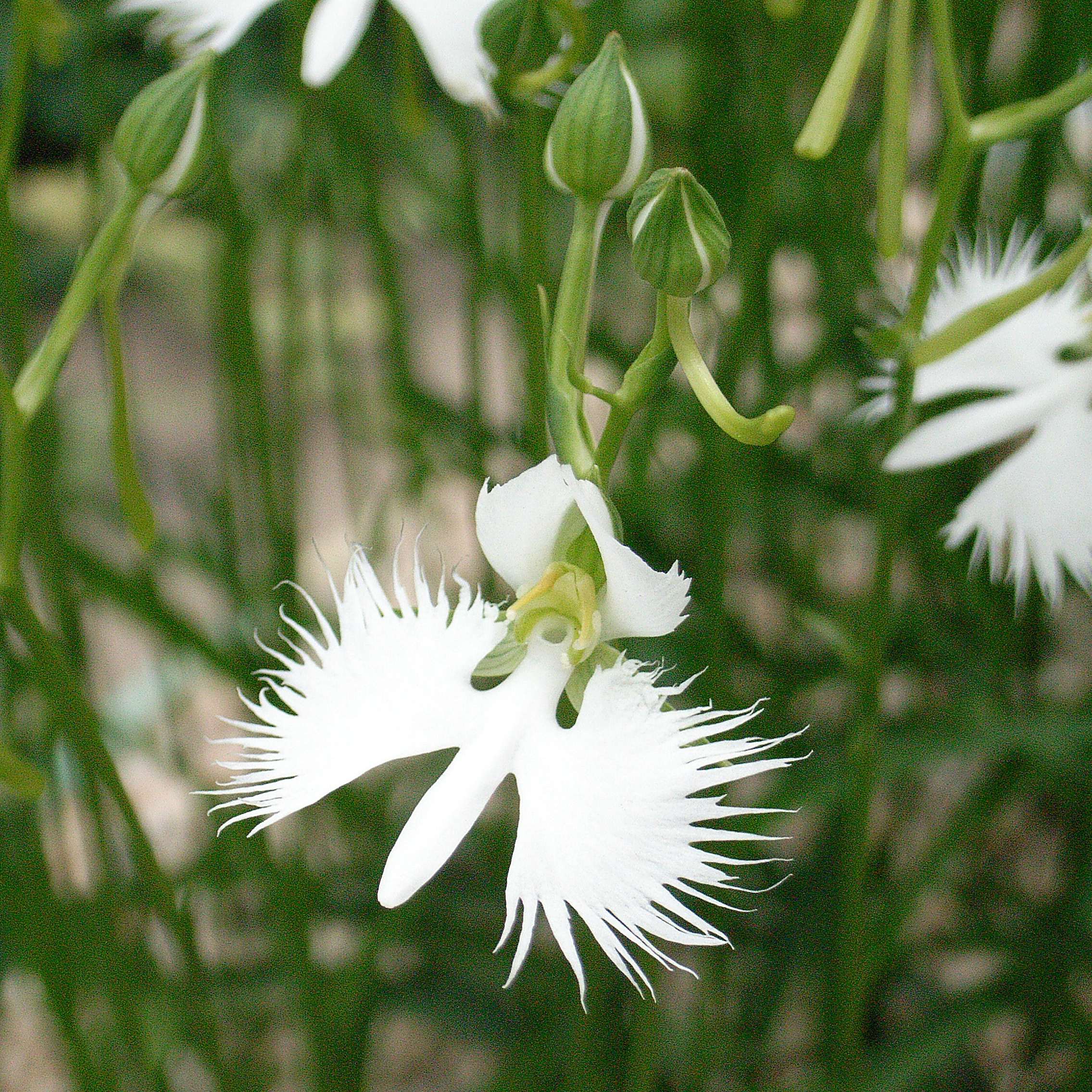
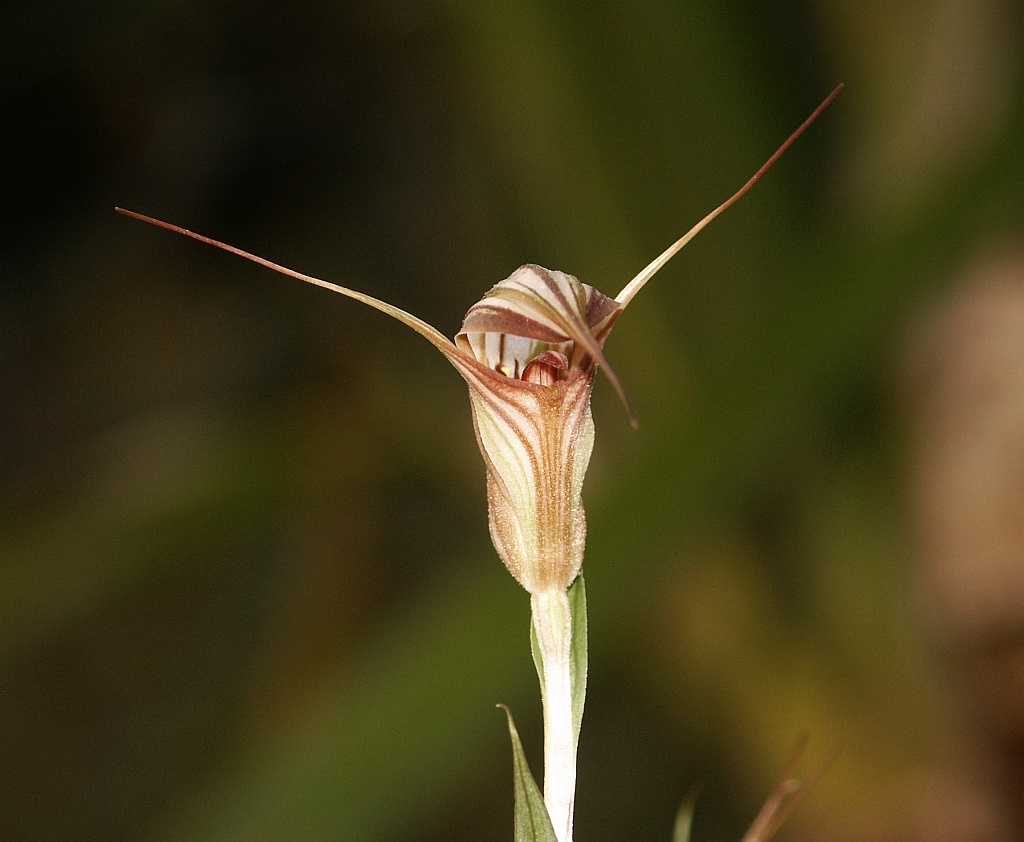
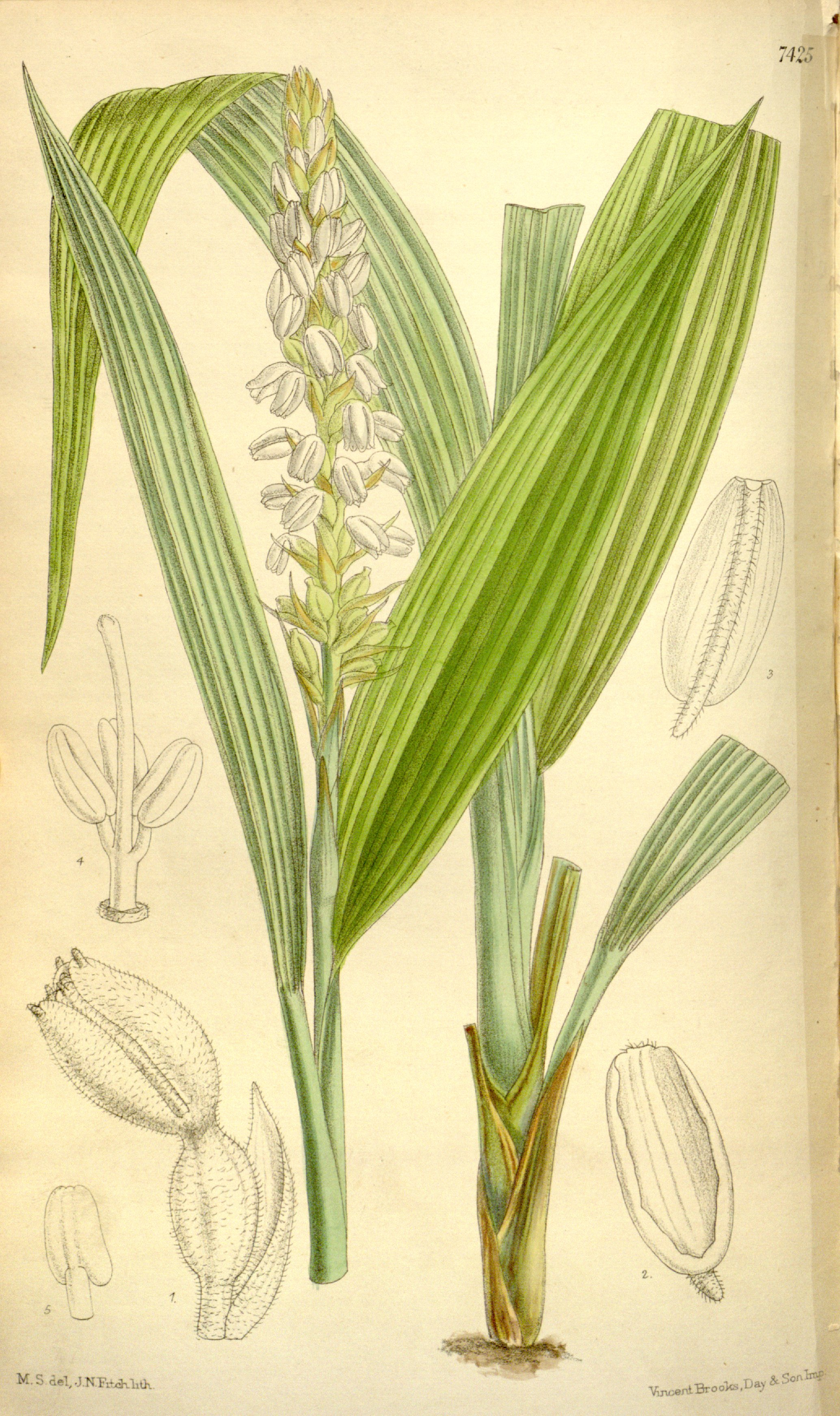
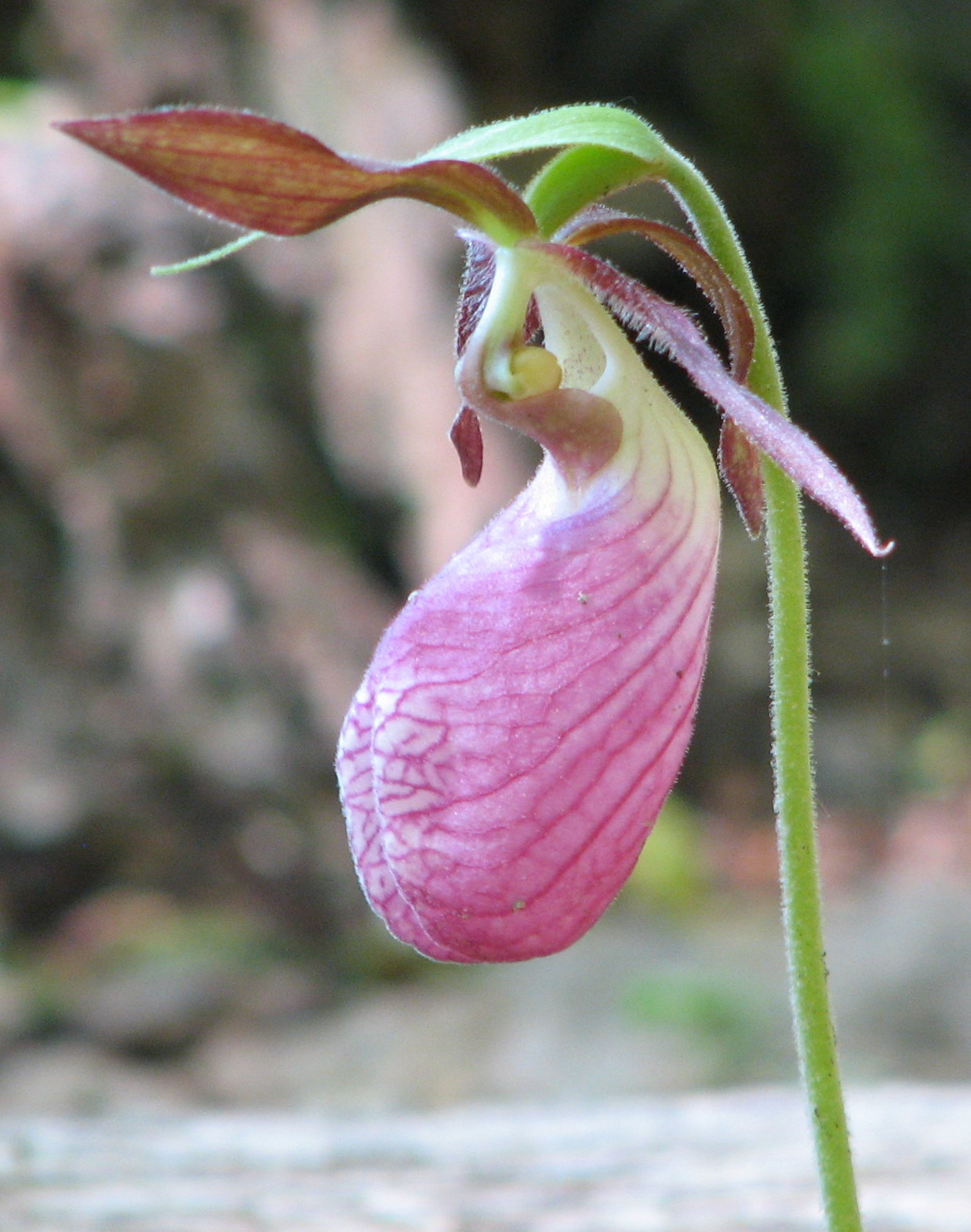
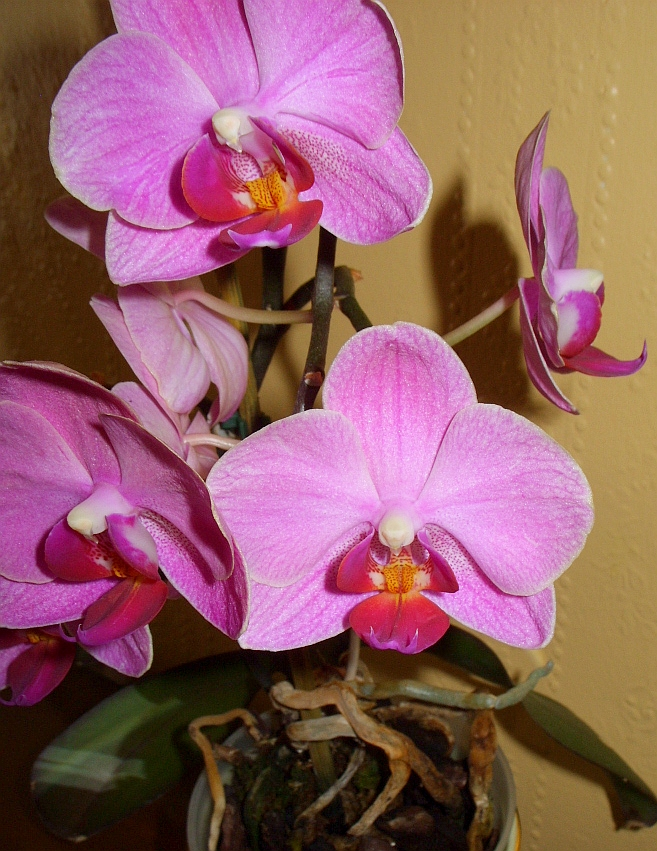
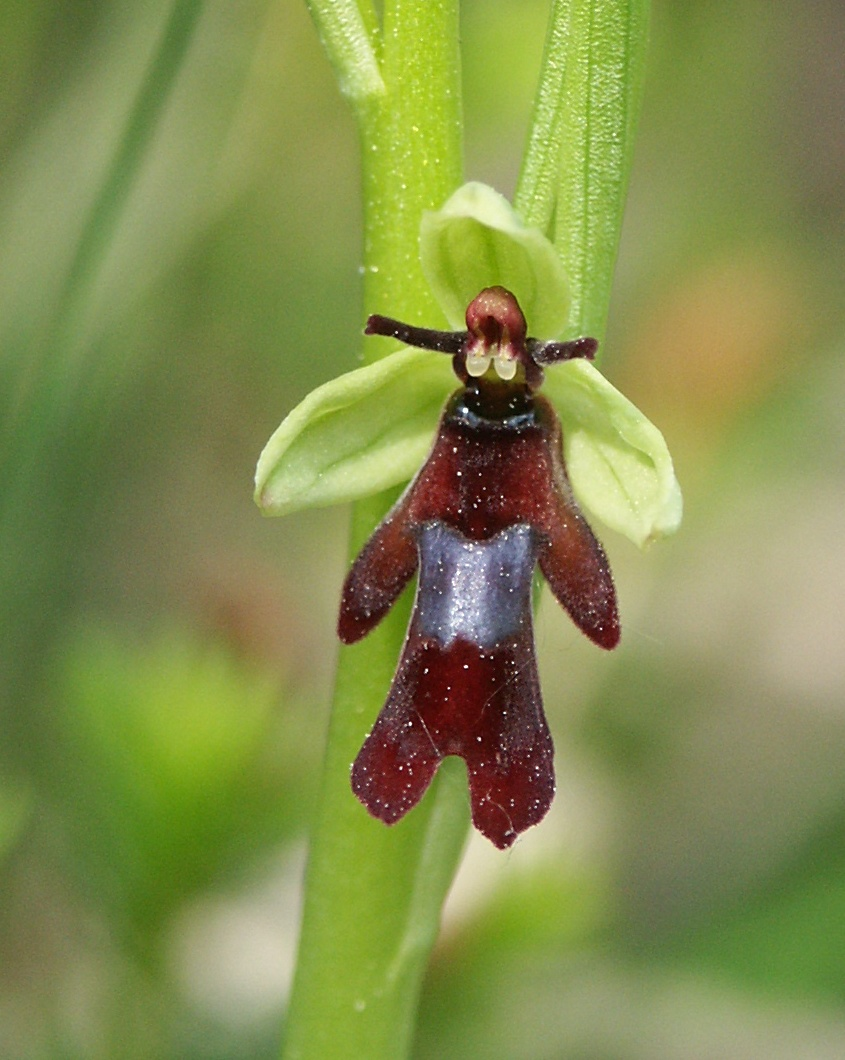
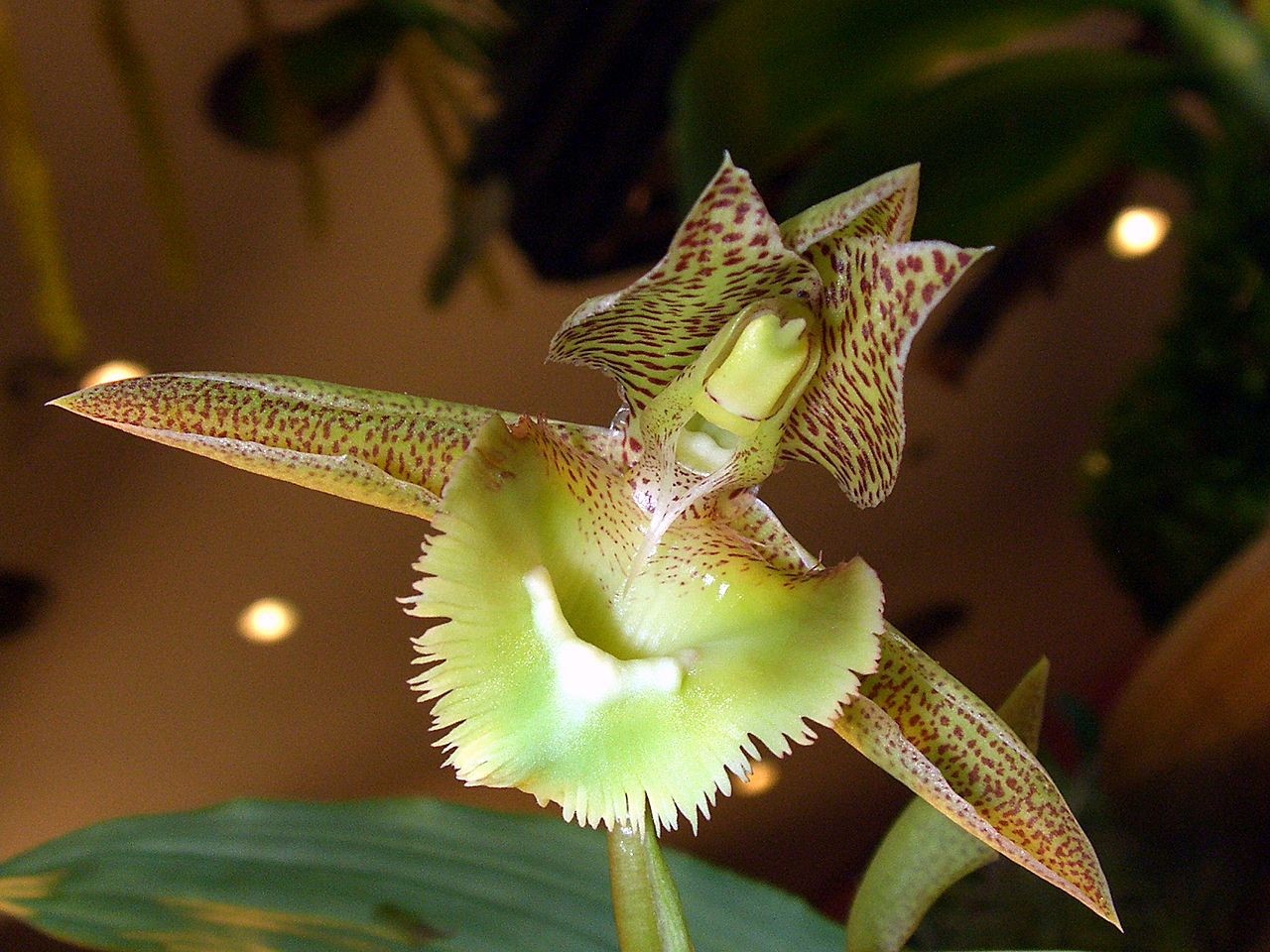
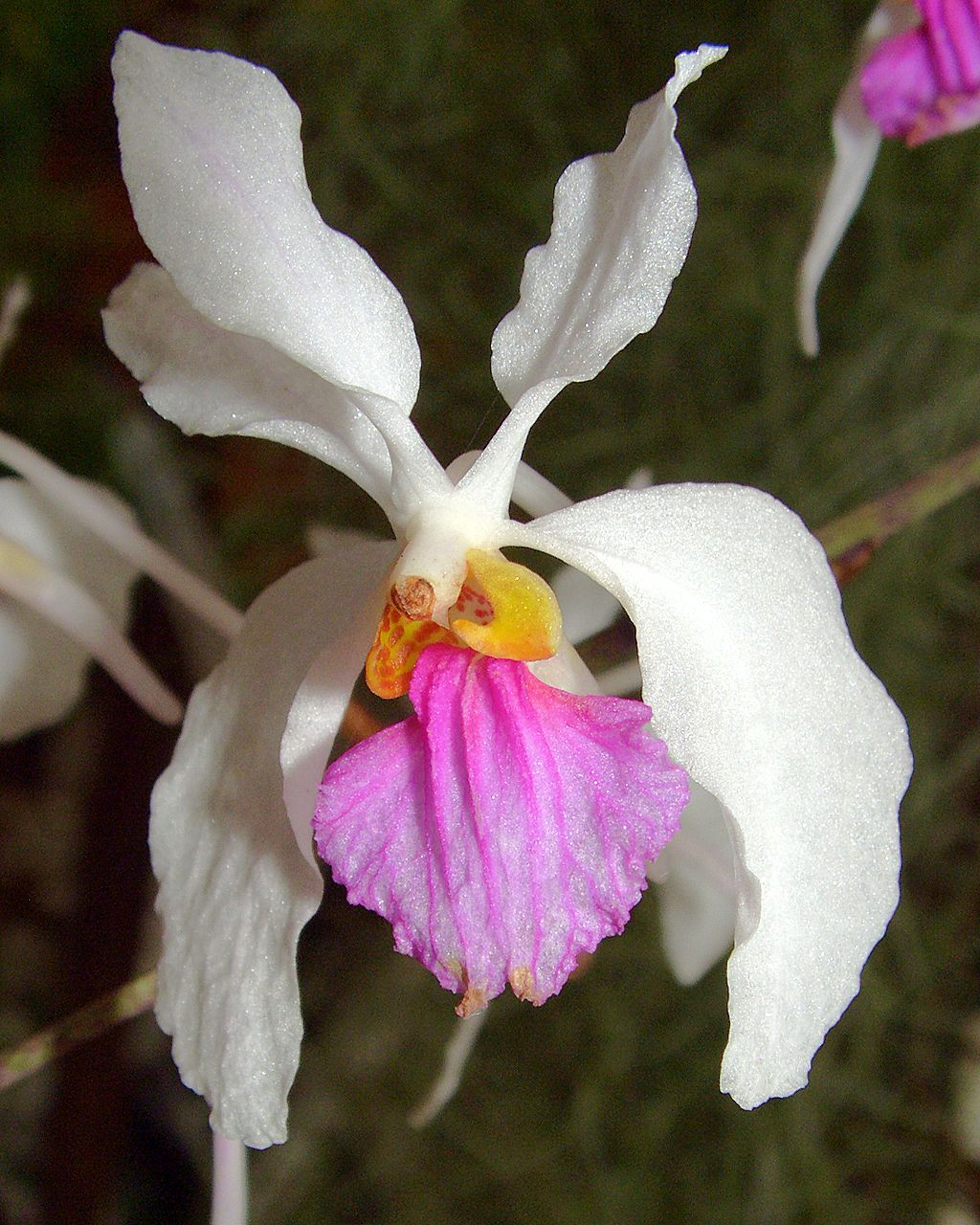
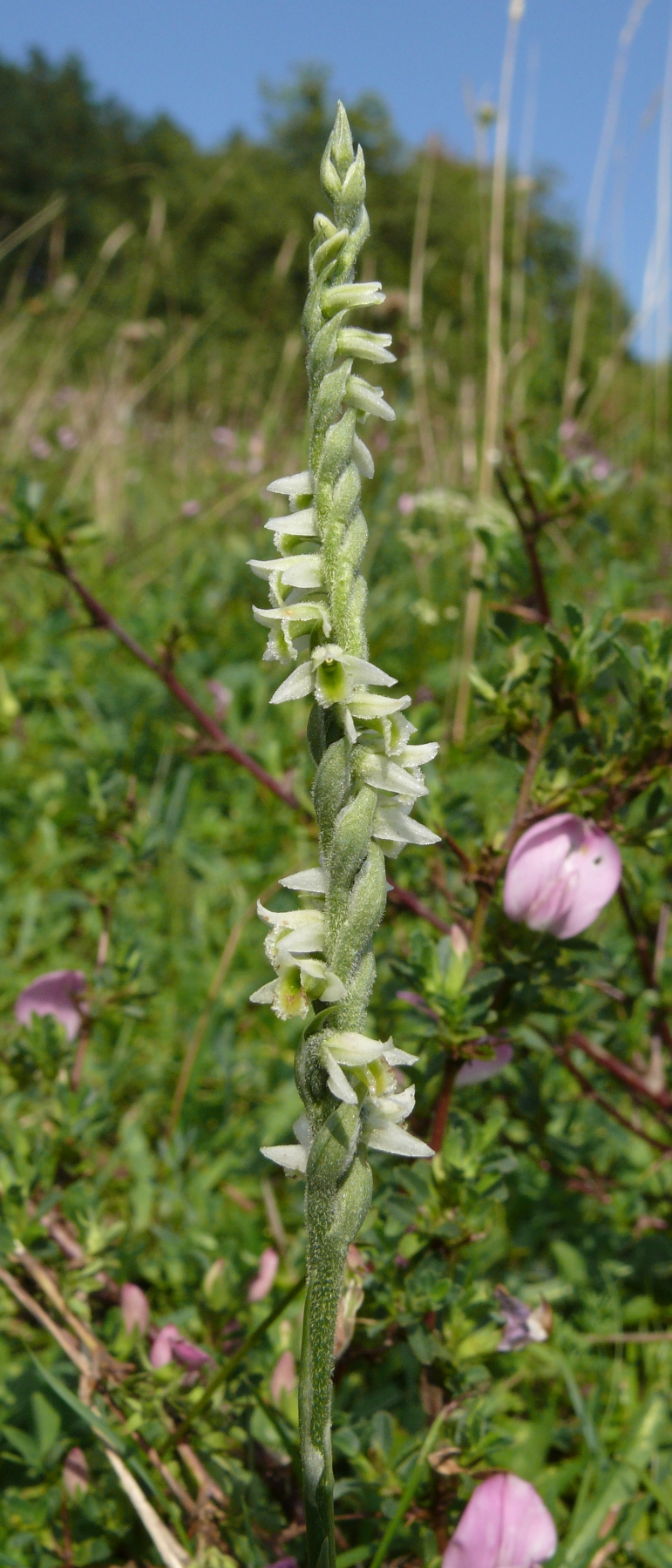
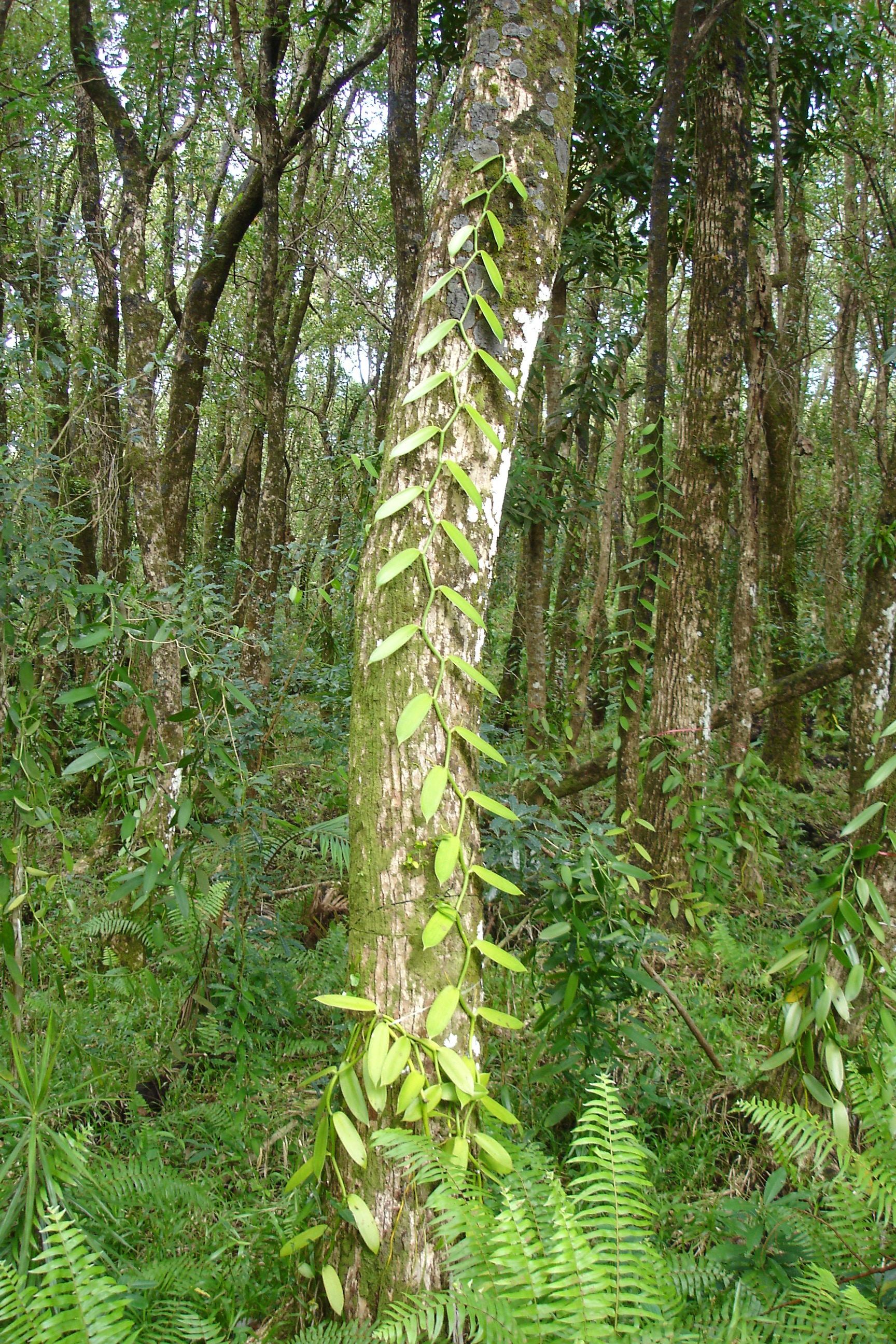
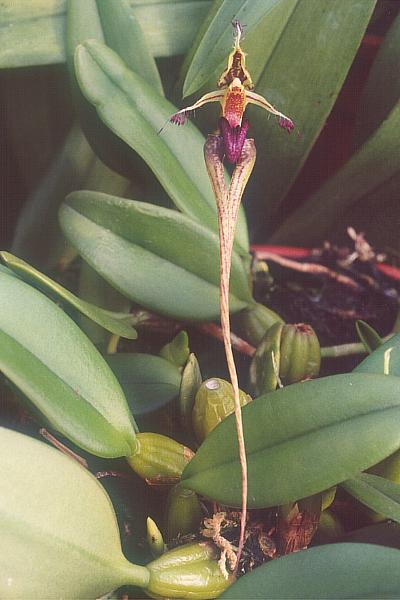
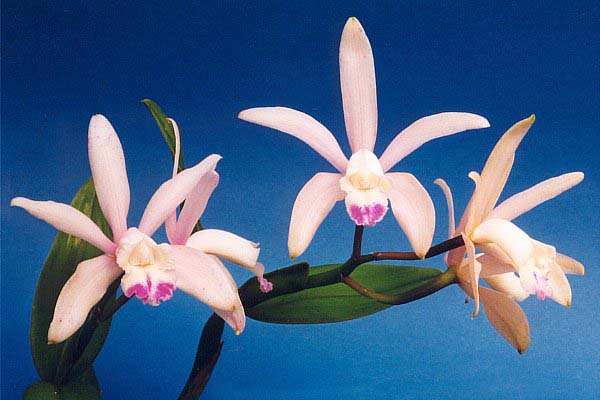
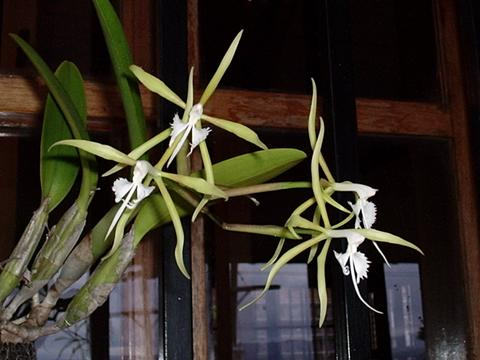
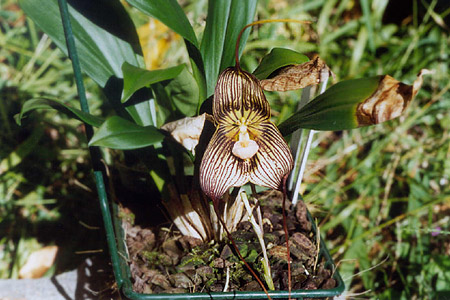
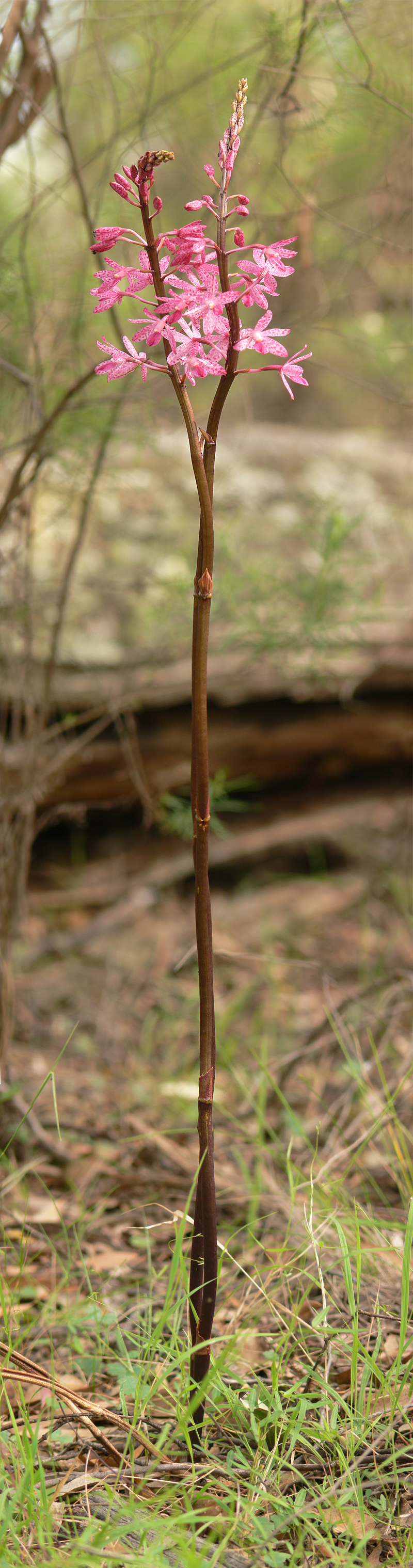
ارکیده سنبلی کک‌مکی
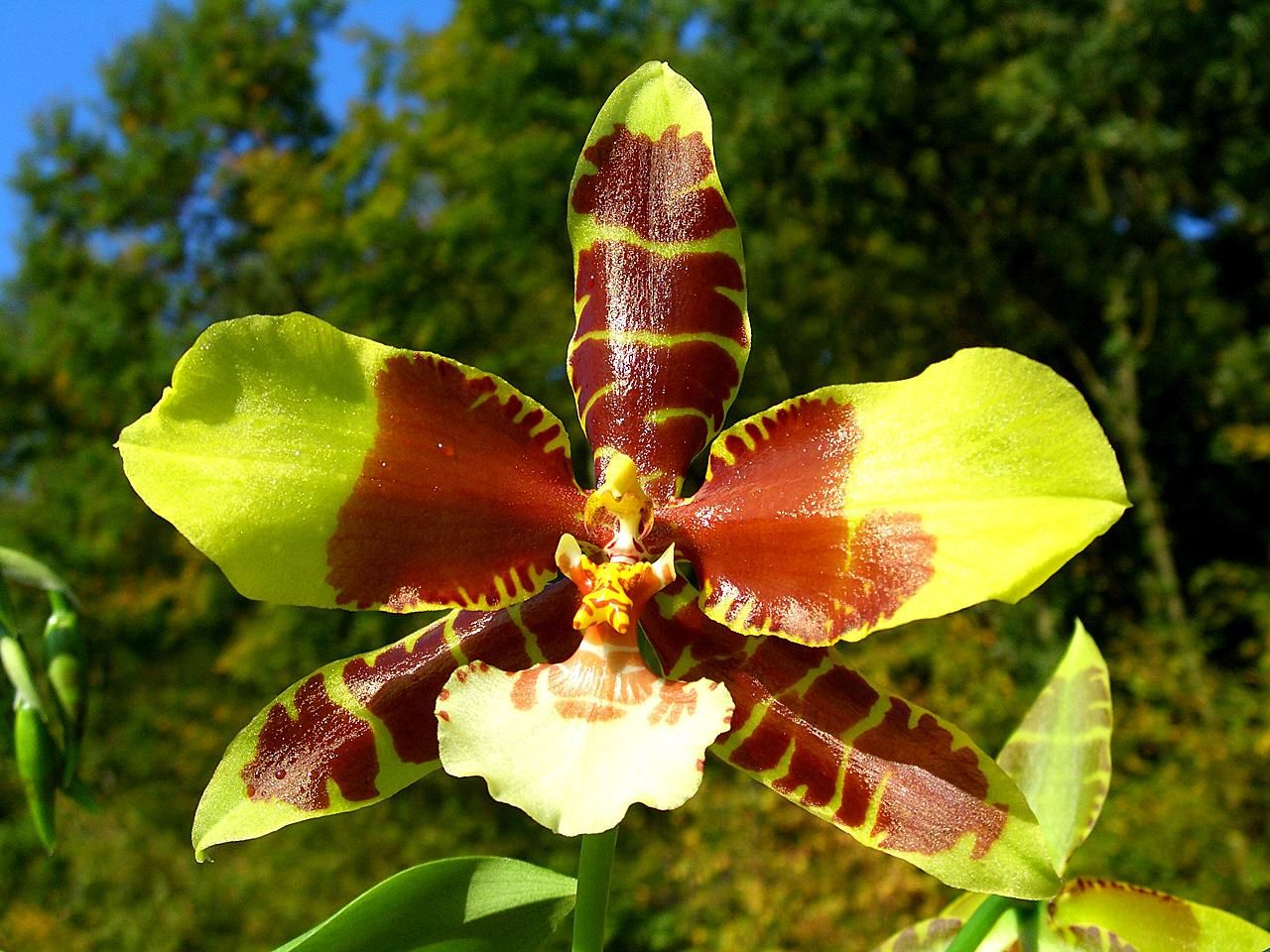
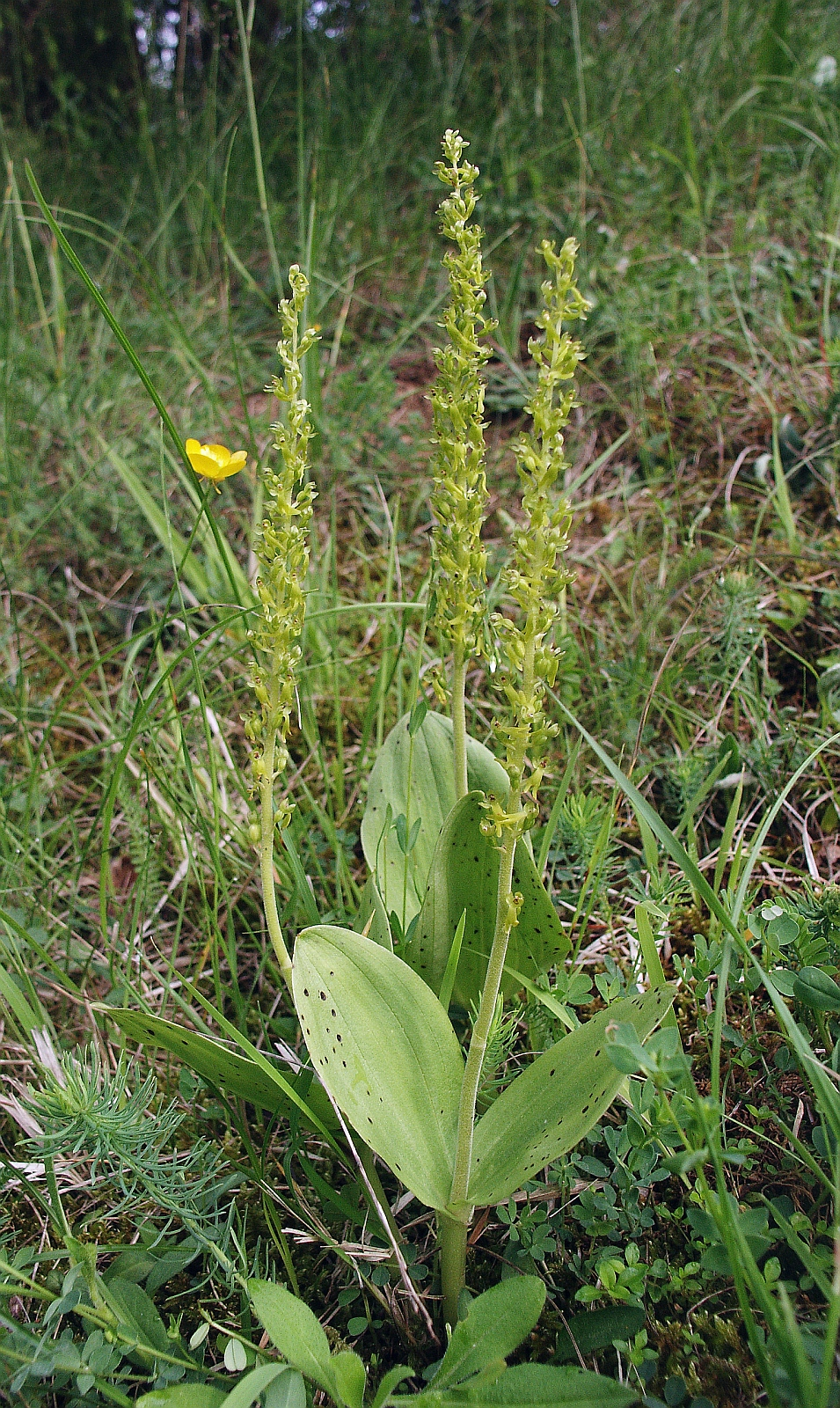
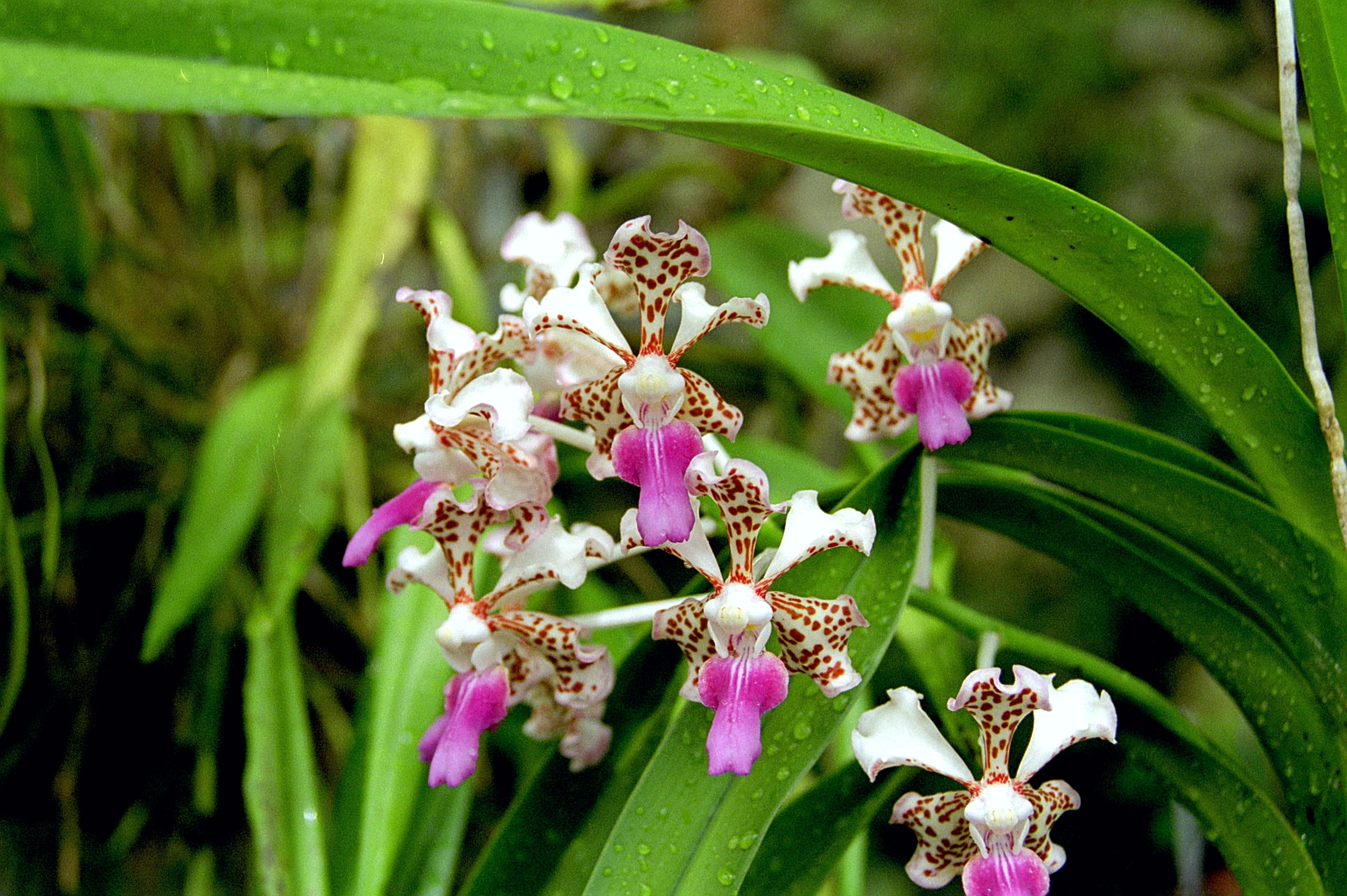
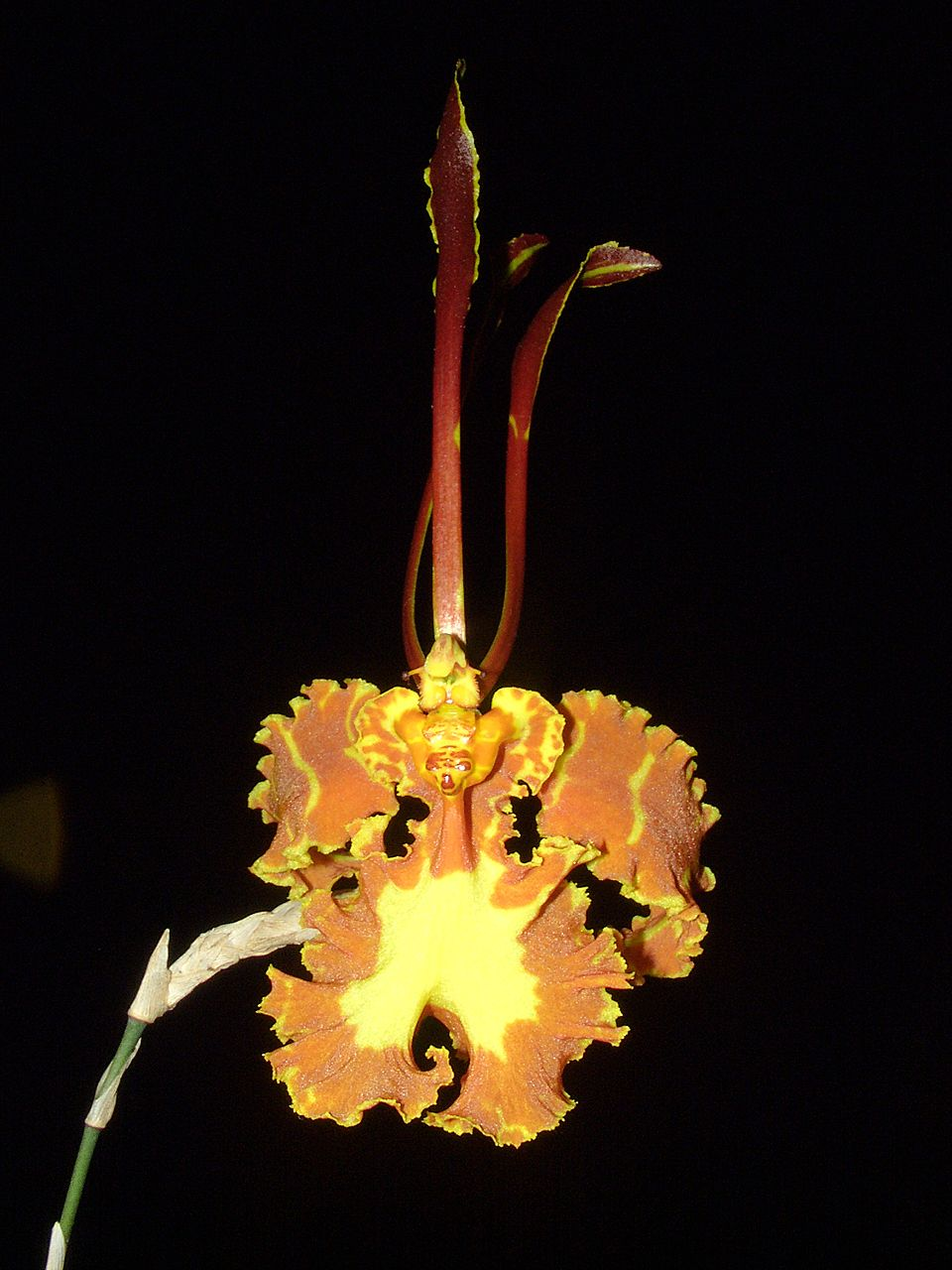
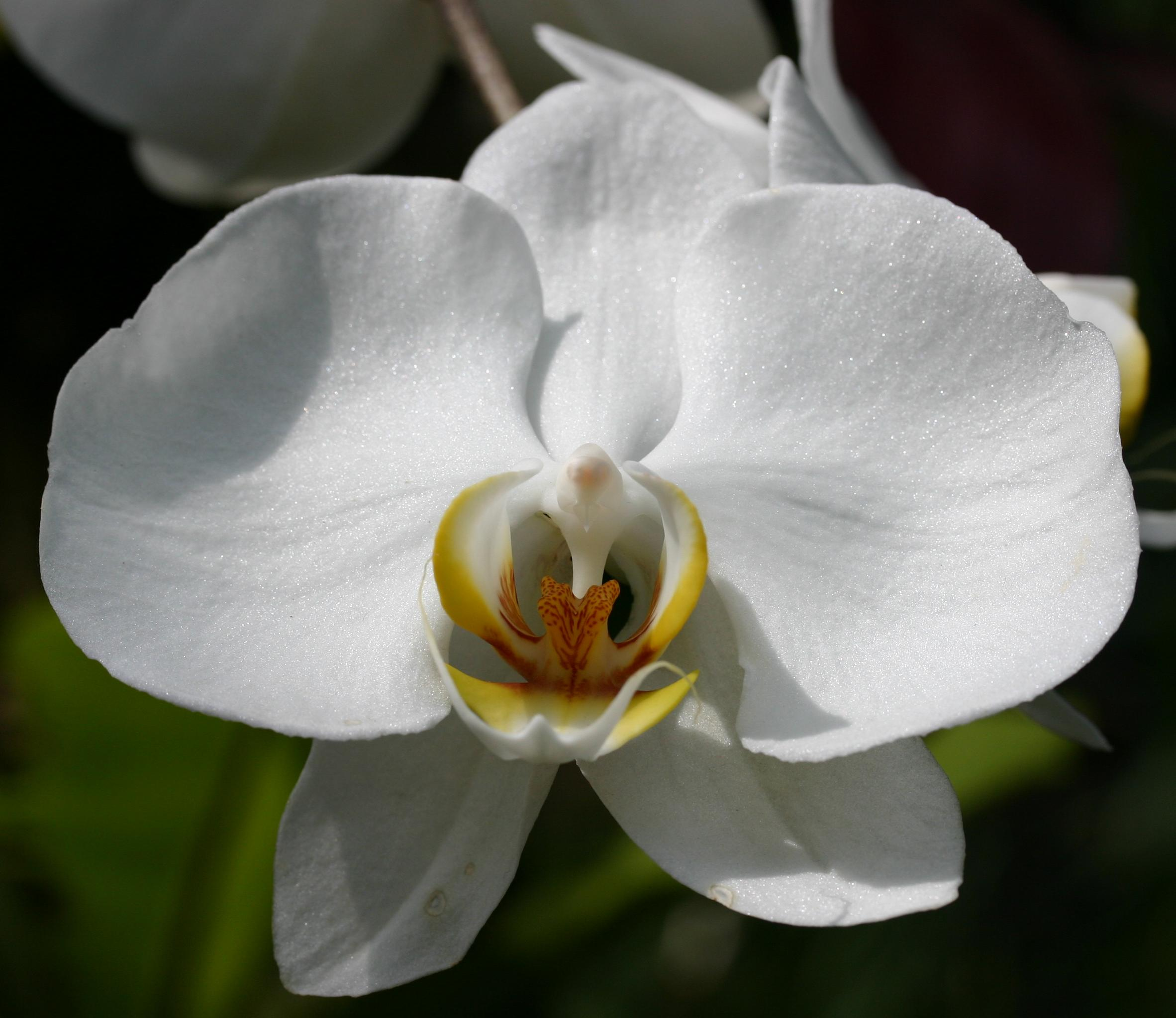
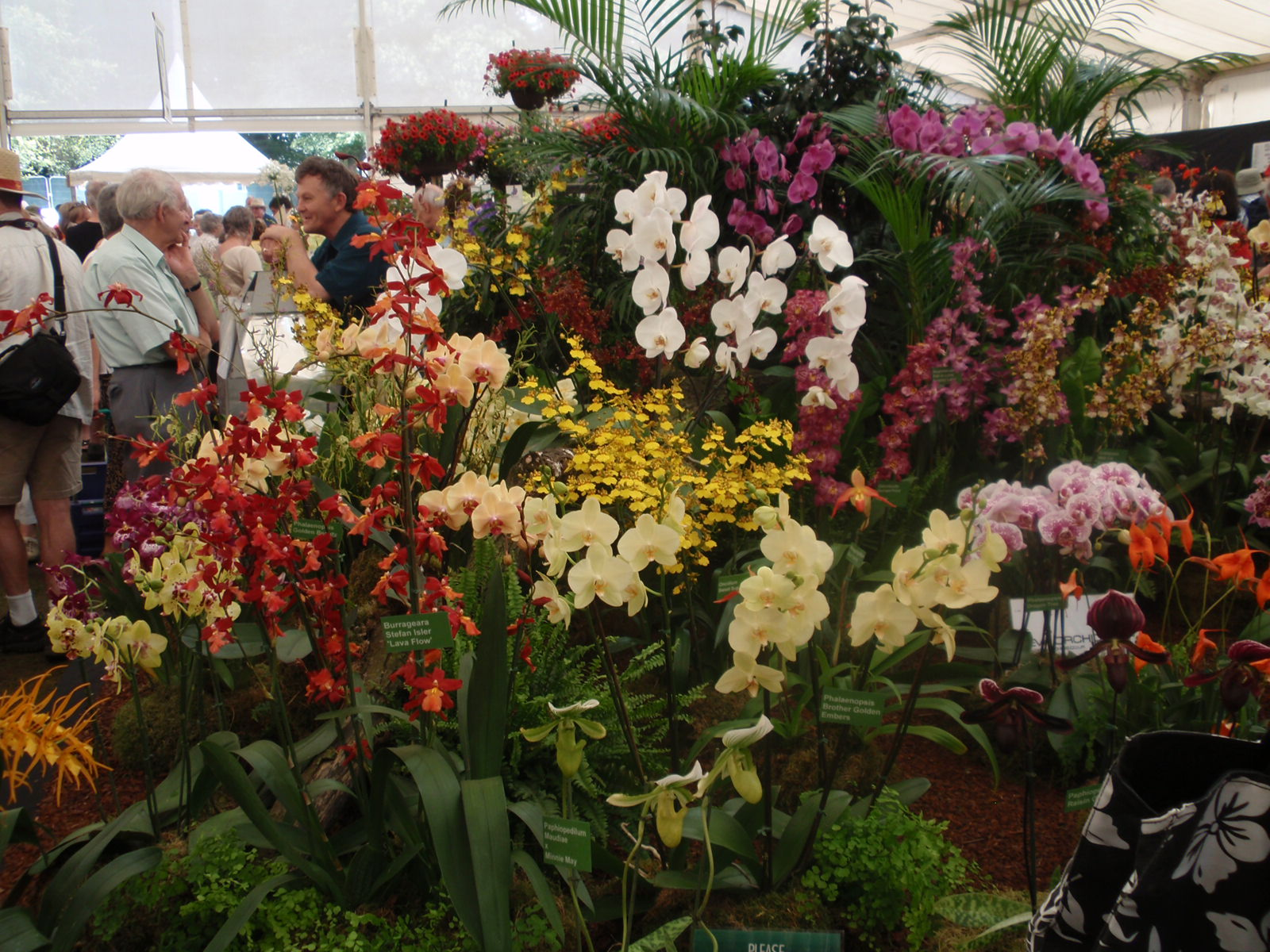
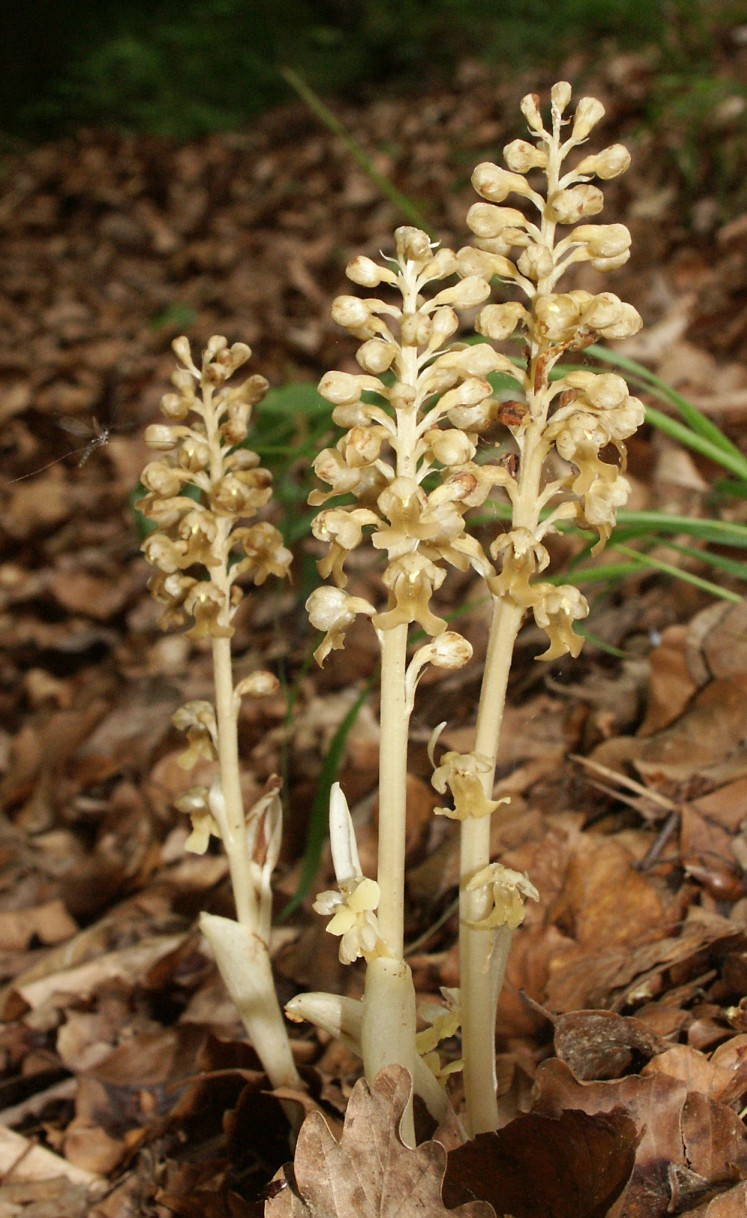
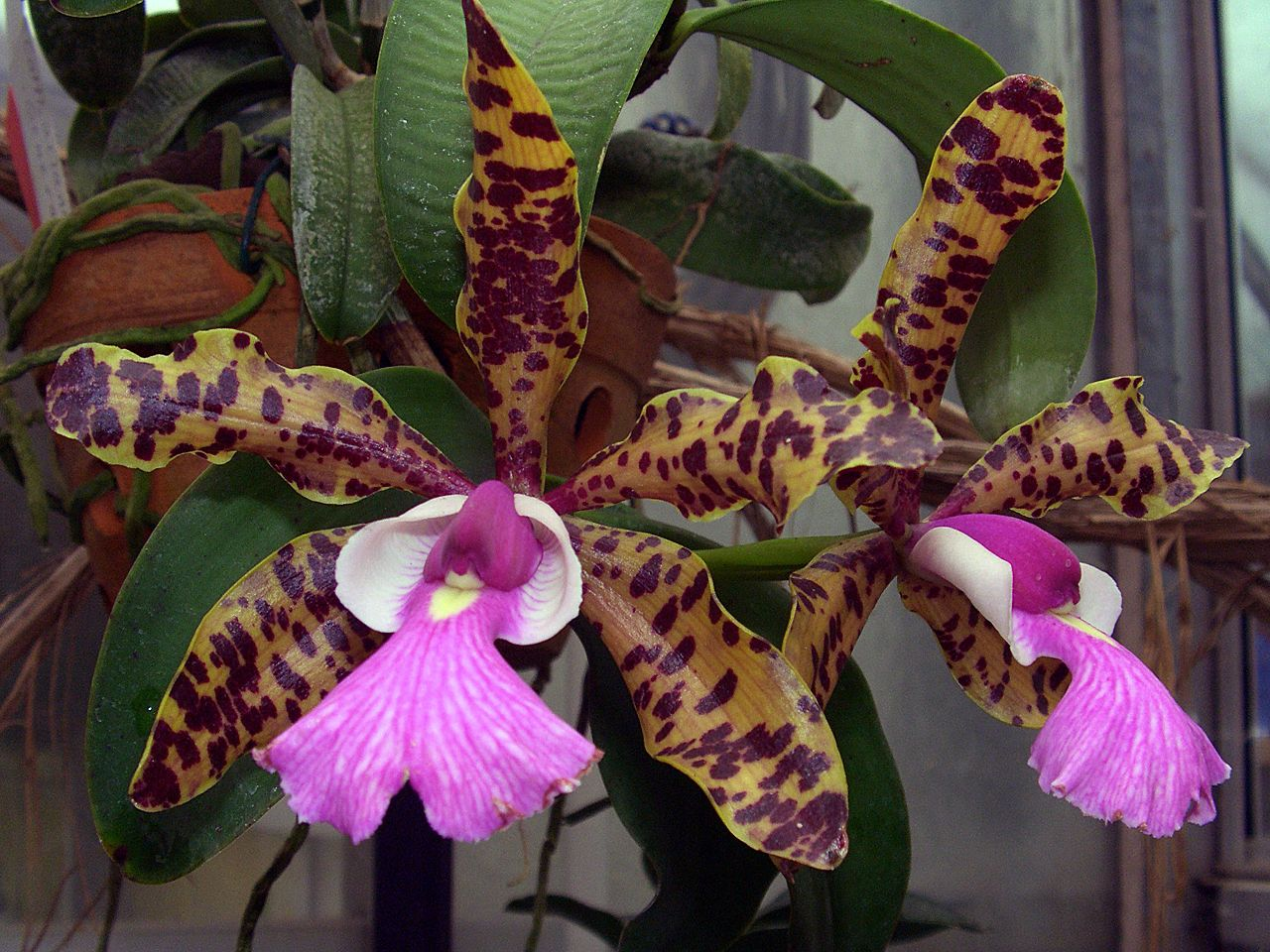
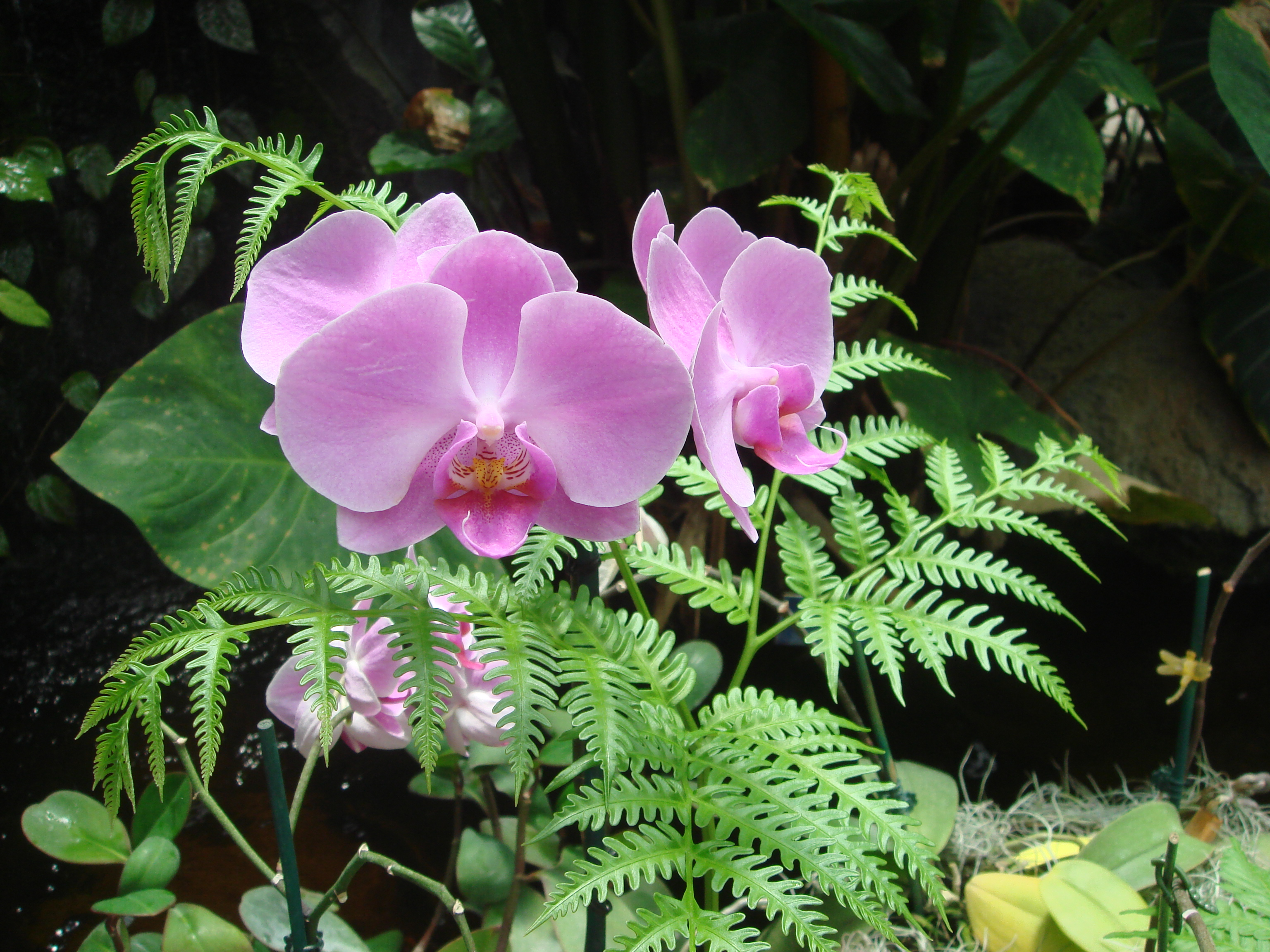
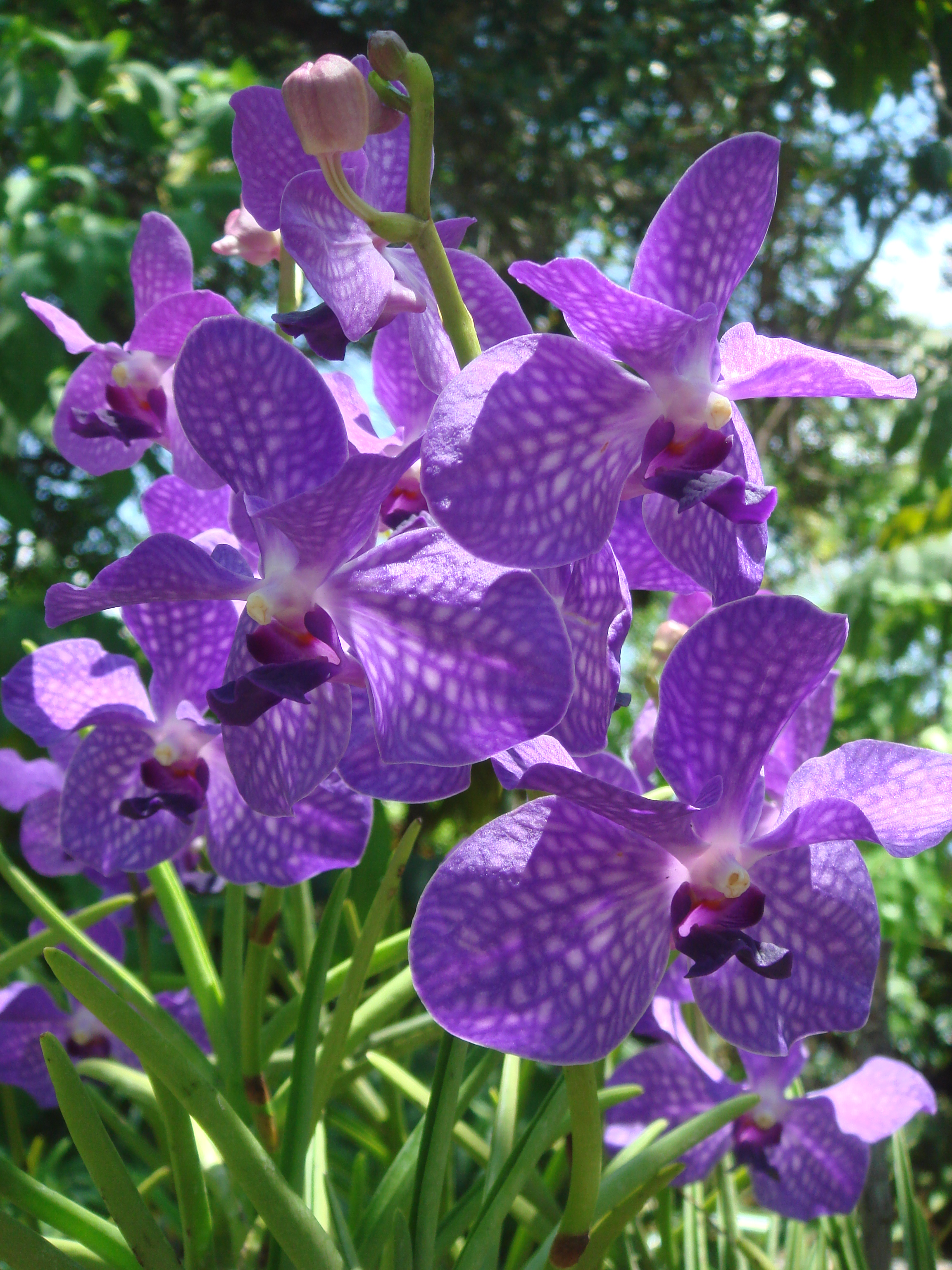
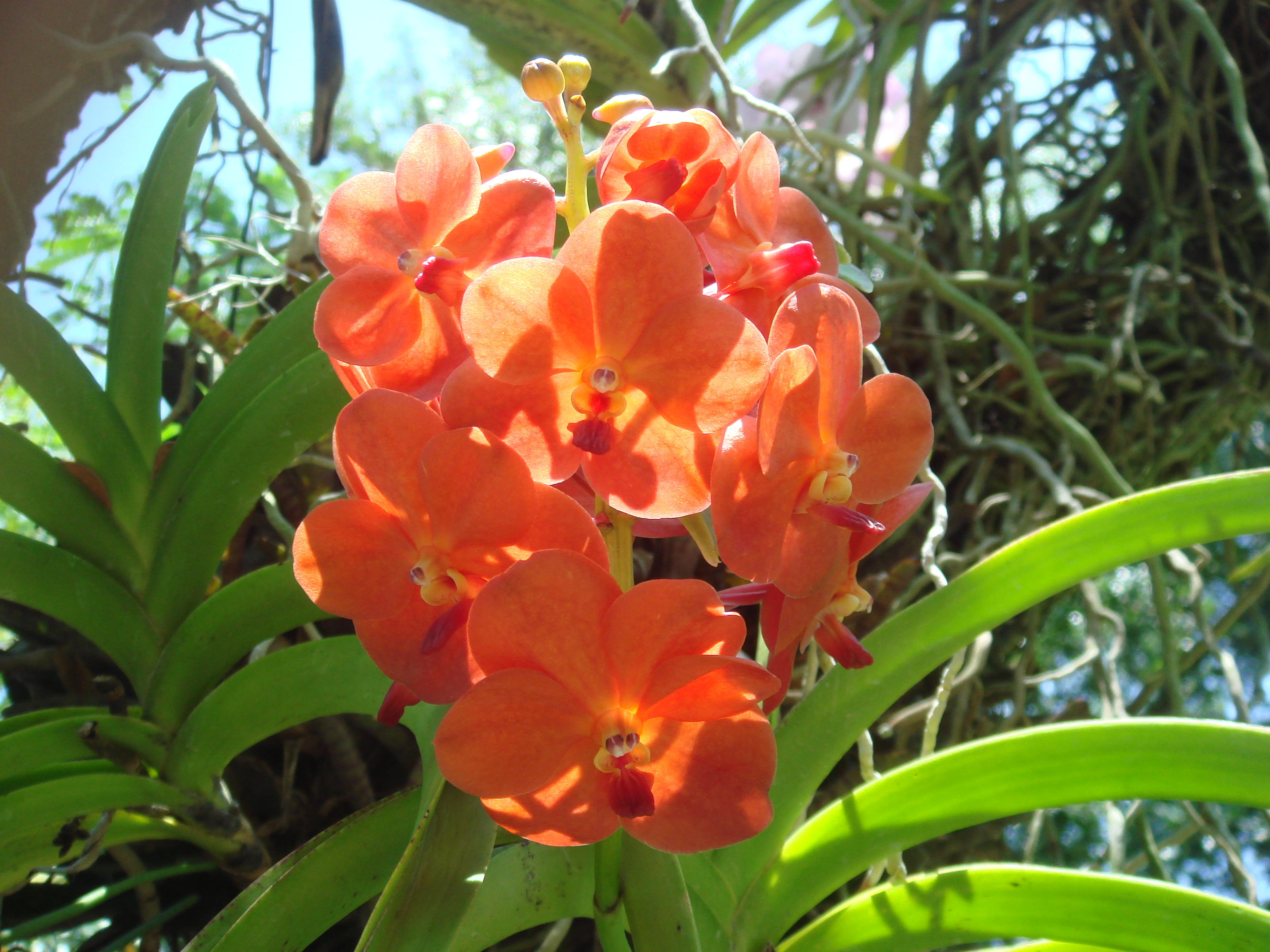